# Orange Range (album)
Orange Range – piąty album japońskiej grupy muzycznej Orange Range, wydany 6 grudnia 2006. Pochodzą z niego single „Champione”, „Un Rock Star” oraz „Sayonara”. Edycja limitowana (z alternatywną okładką) zawiera dodatkowy dysk w postaci DVD.

## Lista utworów
CD
1. „Miracle”
2. „Champione” (jap. チャンピオーネ Chanpiōne)
3. „Dance2” feat. Soy Sauce
4. „Fat”
5. „Beautiful Day”
6. „Fūrinkazan” (jap. 風林火山)
7. „Everysing”
8. „Walk On”
9. „So Little Time” feat. Petunia Rocks
10. „Fire Bun” feat. God Making
11. „Un Rock Star”
12. „Hello”
13. „Lights”
14. „Great Escape”
15. „Step by Step”
16. „Sayonara”
17. „Silent Night”

DVD
1. „Champione” (jap. チャンピオーネ Chanpiōne) (wideo)
2. „Walk On” (wideo)
3. „Un Rock Star” (wideo)
4. „Sayonara” (wideo)
5. „Champione” (jap. チャンピオーネ Chanpiōne) (wideo z planu klipu)
6. „Walk On” (wideo z planu klipu)
7. „Un Rock Star” (wideo z planu klipu)
8. „Sayonara” (wideo z planu klipu)
9. „Special Digest”